# Margarita de la Vega Lázaro
Margarita de la Vega Lázaro (Magdalena Tenexpan, Temoaya, 1959) es una investigadora, educadora y promotora cultural mexicana reconocida por su trabajo en la preservación y enseñanza de la lengua otomí y la promoción de la cultura indígena en el Estado de México. En 2024 fue galardonada con la Presea Estado de México, en la denominación Arte y Cultura "Sor Juana Inés de la Cruz", entregada por el gobierno del Estado de México.

## Biografía
Margarita de la Vega Lázaro nació en 1959 en la comunidad de Magdalena Tenexpan, municipio de Temoaya, Estado de México. Descendiente de padres otomíes y desde pequeña mostró interés en la cultura de su pueblo y lengua materna. Durante su infancia, fue partícipe de las tradiciones, costumbres y prácticas ancestrales de su comunidad.
Realizó sus estudios universitarios en la Universidad Autónoma del Estado de México, donde obtuvo la licenciatura en Geografía y posteriormente, cursó la maestría en Docencia y Administración de la Educación Superior en el Colegio de Estudios de Posgrado de la Ciudad de México.

## Trayectoria profesional
Margarita de la Vega Lázaro ha dedicado gran parte de su vida a la promoción y enseñanza de la lengua otomí (hñähñu). Ha impartido seminarios y cursos sobre la educación intercultural en entidades como Chiapas, Tabasco, Michoacán y el Estado de México.
Es autora y coautora de diversos materiales didácticos y libros orientados a la preservación de las lenguas indígenas, especialmente del otomí. Participó en la traducción al otomí del libro Cuéntame de Sor Juana Inés de la Cruz, de la autora María Eugenia Leefmans. Así mismo, es coautora del Diccionario multilingüe en lenguas originarias del Estado de México (donde se incluye la lengua Mazahua, Matlatzinca, Tlahuica, Náhuatl y Otomí), así como del Glosario multilingüe del Estado de México.

### Publicaciones
Además de las obras en coautoría y las traducciones, tiene obras como:
- Aprendiendo Otomí Hñähñu (2017), obra utilizada como referencia en procesos de alfabetización a la lengua otomí (hñähñu)
- El entorno cultural de los otomíes, publicado por el Fondo Editorial del Estado de México, en su contenido abarca la cultura, tradición y prácticas culturales de los otomíes, con su respectiva traducción otomí-español.
- También ha elaborado material didáctico como el Cuaderno Instructivo de Alfabetización del INEA, con el objetivo de facilitar el aprendizaje del otomí en comunidades rurales.[5]

Ha publicado artículos en el periódico y revistas culturales como Xengagi y Gaceta del Estado de México, enfocándose en temas de identidad indígena, patrimonio cultural y educación intercultural.

## Reconocimientos
Ha sido galardonada en diversos reconocimientos tanto estatales como nacionales, por su labor en favor de las comunidades indígenas entre ellas resaltando su lengua materna otomí.
- Presea Estado de México 2024, en la denominación Arte y Cultura "Sor Juana Inés de la Cruz", entregada por el Gobierno del Estado de México. Este reconocimiento fue otorgado por su labor en la preservación y enseñanza de la lengua otomí y su compromiso con la difusión de la cultura indígena mexiquense.[2]
- Premio Martha Sánchez Néstor, en su Segunda Edición 2023, entregado el 28 de diciembre de 2023 por la Secretaría de las Mujeres del Estado de México, en reconocimiento a su defensa de los derechos de las mujeres indígenas y su contribución a la preservación del otomí.
- Además, el Fondo Editorial del Estado de México reconoció su trabajo junto a otras mujeres indígenas en febrero de 2024, por sus publicaciones dedicadas a las lenguas originarias.[7]